# レゾルビン

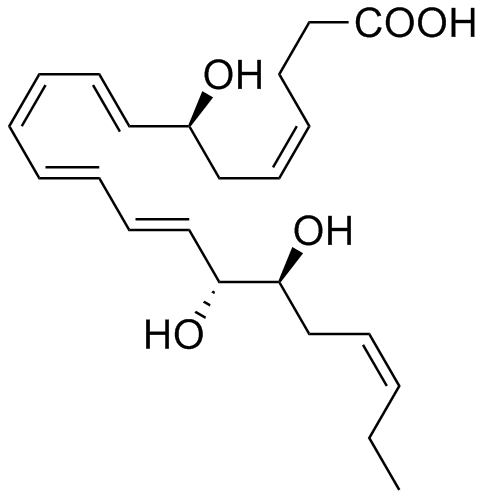
レゾルビンD2 (RvD2)

レゾルビン (Resolvin) は、人体内でω-3脂肪酸のエイコサペンタエン酸とドコサヘキサエン酸から作られる化合物である。特にアスピリンの存在下で、シクロオキシゲナーゼ-2により作られる。実験的な証拠から、レゾルビンは炎症細胞や炎症化学物質の生成と輸送を阻害することで細胞の炎症を抑えることが示唆されている。
その他にも、炎症痛の軽減等、治療上の効果を持つ生理作用が報告されている。